# Лаура Пилдвере
Лаура Пилдвере (ест. Laura Põldvere; Тарту, 30. август 1988) је естонска певачица. Представљаће Естонију на Песми Евровизије 2017. Ово ће бити Лаурин други наступ у Кијеву- пре тога је представљала Естонију на Песми Евровизије 2005. као чланица групе Suntribe, где су у полуфиналу заузели 20. место.

## Каријера
Професионалну музичку каријеру започиње 2005, учешћем у националној селекцији за представника Естоније на песми Евровизије у Кијеву, где је учествовала као соло- уметник и чланица групе Suntribe. Са својом песмом Moonwalk, заузела је друго место, а са групом је победила, представивши се песмом Let's Get Loud.
Две године касније, учествује у националној селекцији за представника Естоније на Песми Евровизије 2007. Са песмом Sunflowers, заузима 3. место. Исте године, издаје деби албум Muusa и започиње студије на Беркли колеџу у Бостону.
Трећи пут учествује у националном избору за представника Естоније на Песми Евровизије у Москви, а са песмом Destiny, заузима 3. место.
Године 2011, издала је компилацијски албум Sädemeid taevast на којем су се нашле све песме снимљене од почетка њене каријере, 2005.
Године 2016, учествује у националном избору за представника Естоније на Песми Евровизије 2016, а у суперфиналу заузима друго место са песмом Supersonic. Шансу да представља Естонију на Песми Евровизије, стекла је године 2017, када је заједно са Којтом Томом победила у националној селекцији са песмом Verona.